# Floor de Goede
Floor Maxim (Flo) de Goede (Amsterdam, 12 november 1980) is een Nederlands striptekenaar. Hij publiceert een dagelijkse strip op het internet. Deze dagelijkse strip verschijnt sinds 2004 op zijn eigen website.

## Leven
Hij volgde de opleiding Multimediavormgeving aan het Grafisch Lyceum, waar hij afstudeerde in de richting Bewegend Beeld. Ook heeft hij onder andere voor het Haarlems Dagblad, het Concertgebouw en BNN illustraties gemaakt. Daarnaast animeerde hij een leader voor VPRO's Villa Achterwerk.
Momenteel werkt De Goede fulltime als freelance striptekenaar, illustrator. Hij publiceerde drie boekjes in eigen beheer: "Vrouwelijk schoon (niet inbegrepen)" in 1998, "Flo" in 2000 en "Damian" in 2003. Sedert juni 2005 publiceert Flo zijn dagelijkse strips ook in boekvorm. Deze strips, waarin Flo de hoofdrol speelt, zijn semi-autobiografisch. Van 2002 tot en met 2008 publiceerde Flo in het homojongerenmagazine Expreszo. Vanaf 2003 waren de verhalen ook te lezen in het stripblad Myx, Zone 5300, in 2008 op de strippagina in het Algemeen Dagblad en van 2013 t/m 2016 in Het Parool.

## Publicaties
- Flo nr. 1: de dagelijkse beslommeringen (Catullus 2009)
- Flo nr. 2: de dagelijkse heldendaden (Catullus 2010)
- Flo nr. 3: De dagelijkse behoefte (Catullus 2010)
- Flo nr. 4: De dagelijkse druk (Catullus 2010)
- Flo nr. 5: De dagelijkse dingen (Catullus 2011)
- Flo nr. 6: Spoorloos verlangen (Strip2000 2014)
- Flo nr. 7: Ego (Strip2000 2015)
- Dansen op de vulkaan (Oog en Blik/De Bezige Bij 2013)

In samenwerking met Edward van de Vendel:
- Opa laat zijn tenen zien (en andere stripgedichten) (Querido 2008) (Zilveren Griffel)
- Draken met stekkers (en andere stripgedichten) (Querido 2010) (Vlag en wimpel, Stripschapspenning beste jeugdalbum)
- Sofie en de pinguïns (Querido 2011) (Pluim kinderjury)
- Sofie en het vliegende jongetje (Querido 2012)
- Sofie en het ijsbeertje (Querido 2013)
- Sofie en de dolfijnen (Querido 2014)
- Sofie en het geheime paard (Querido 2015)
- Ik ben bij de dinosaurussen geweest (Querido 2016)
- De Zombietrein (en andere stripgedichten) (Querido 2017)
- Miss Eenhoorn (Querido 2019) (Vlag en wimpel 2020)
- Gloei. Interviews en gedichten (Querido, 2020), (Zilveren Penseel voor de illustrator en een Zilveren Griffel voor de auteur)

## Erkenning
Hij won in 2006 de VPRO-debuutprijs.